# Flamingo-chileno
O flamingo-chileno (Phoenicopterus chilensis) é uma ave da ordem Phoenicopteriformes, família Phoenicopteridae. 

## Hábitos

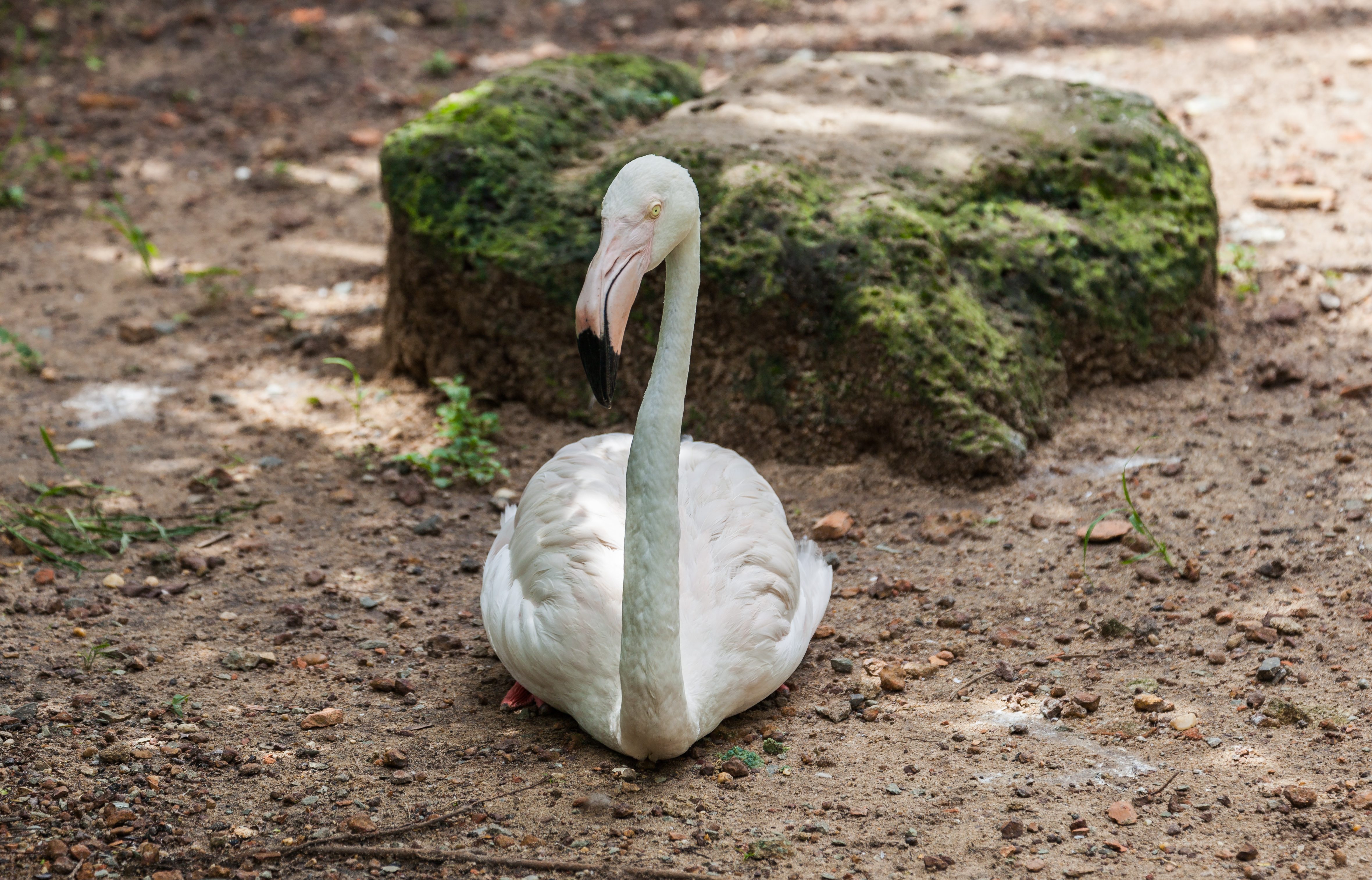
Phoenicopterus chilensis.

É animal de hábitos migratórios, que podem voar aproximadamente 500 km por dia em busca de alimento e locais para nidificação. Vivem em grandes colônias que variam de 3 000 a 6 000 pares. Assim, reproduzem-se em grupos, botando apenas um ovo que nasce em média após 29 dias. Entre três a seis anos atingem a maturidade sexual e podem viver longos períodos tanto em vida livre (33 anos) como em cativeiro (44 anos).

## Dieta
Os flamingos são aves filtradoras que vivem próximos à água de onde provém sua dieta, composta principalmente de vegetação e invertebrados aquáticos. Em grande parte desses invertebrados está presente uma substância chamada caroteno que confere ao animal a coloração rosada. Na falta dessa substância as penas tornam-se esbranquiçadas. Em cativeiro, busca-se criar uma dieta adaptada e que forneça todos os nutrientes necessários, já que a alimentação natural é de difícil obtenção. Costuma-se, ainda, acrescentar um corante alimentício em pó chamado colorau, proveniente de semente de urucum, para que os flamingos de cativeiro mantenham suas cores naturais. 
| Distribuição geográfica | Hábitat            | Hábitos alimentares                | Reprodução                                       | Vida em cativeiro        |
| ----------------------- | ------------------ | ---------------------------------- | ------------------------------------------------ | ------------------------ |
| Sul da América do Sul   | Lagos e estuários. | Invertebrado aquáticos e vegetais. | Postura de um ovo com incubação de 27 a 31 dias. | Aproximadamente 25 anos. |